# Miquel Porta Serra
Miquel Porta Serra (Barcelona, 1957) es un investigador y catedrático español. Experto en epidemiología, medicina preventiva y salud pública, es investigador del Instituto Hospital del Mar de Investigaciones Médicas (IMIM), ubicado en el Parque de Investigación Biomédica de Barcelona (PRBB).

## Biografía
Licenciado en Medicina por la Universidad Autónoma de Barcelona, es doctor por la Universidad de Alicante. Profesor universitario desde 1981, es catedrático de Medicina Preventiva y Salud Pública de la UAB. Ha sido profesor Adjunto de la Universidad de Carolina del Norte en Chapel Hill. Trabaja en el Instituto Municipal de Investigación Médica (IMIM) de Barcelona.
Como profesor, ha impartido clases sobre epidemiología en varias universidades, entre las que destacan la Universidad de Harvard, el Imperial College de Londres, la Universidad de Kuwait, la Universidad McGill de Montreal y varias universidades de Brasil y México.
Como investigador, ha publicado varios centenares de trabajos de investigación en revistas científicas de influencia internacional. Es 'Deputy Editor' del Journal of Epidemiology & Community Health y Coeditor del European Journal of Epidemiology y desde hace más de tres décadas, miembro activo de los consejos editoriales de otras revistas científicas.

Ha sido presidente de la Sociedad Española de Epidemiología (1994-1998) y de la European Epidemiology Federation (IEA EEF) (2002-2005).

## Obras
Destaca la edición de A dictionary of epidemiology (2008, 2014). En 2018 publicó Vive más y mejor, su primer libro de divulgación dirigido al público general sobre la contaminación interna de las personas y las maneras de reducirla. En 2019 editó la obra colectiva Los imaginarios colectivos, la salud pública y la vida. En 2022 publicó un nuevo libro, Epidemiología cercana, un conjunto de ensayos sobre epidemiología, cultura, ética, y políticas. Una idea central en el mismo es que la epidemiología es una ciencia cercana a los problemas reales de la gente real.